# Schuhanzieher

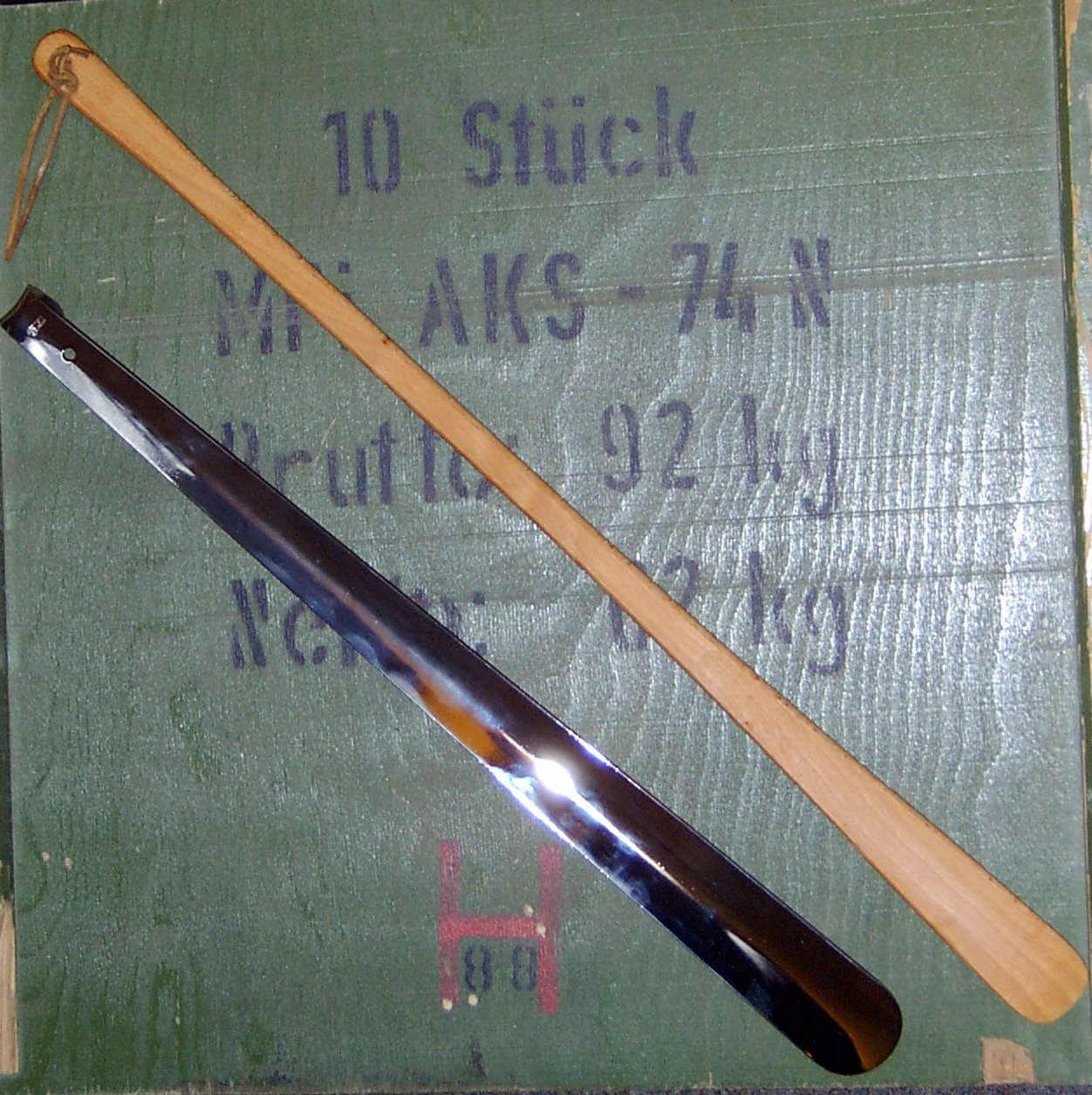
Schuhanzieher aus verschiedenen Materialien

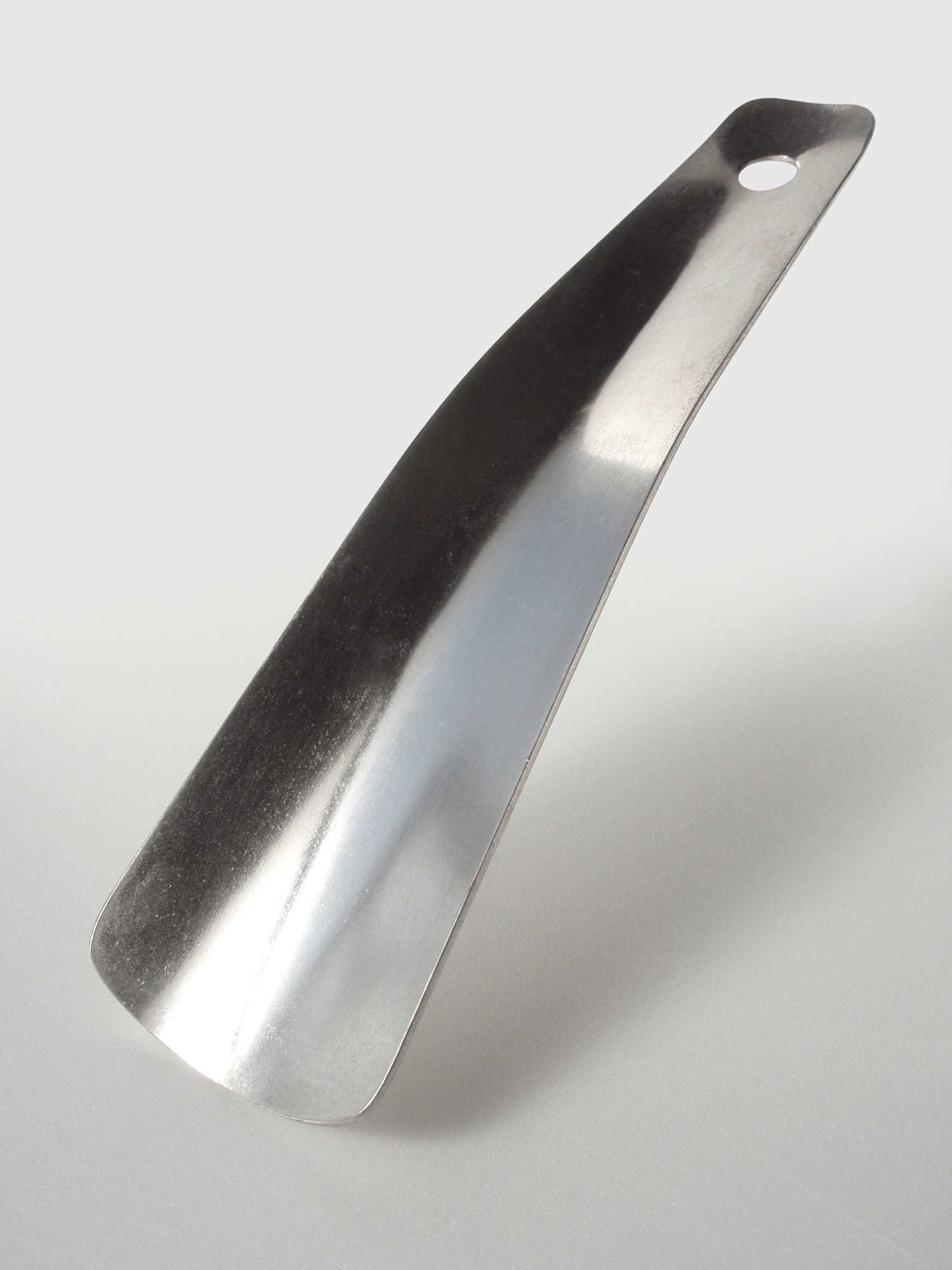
Schuhlöffel aus Metall

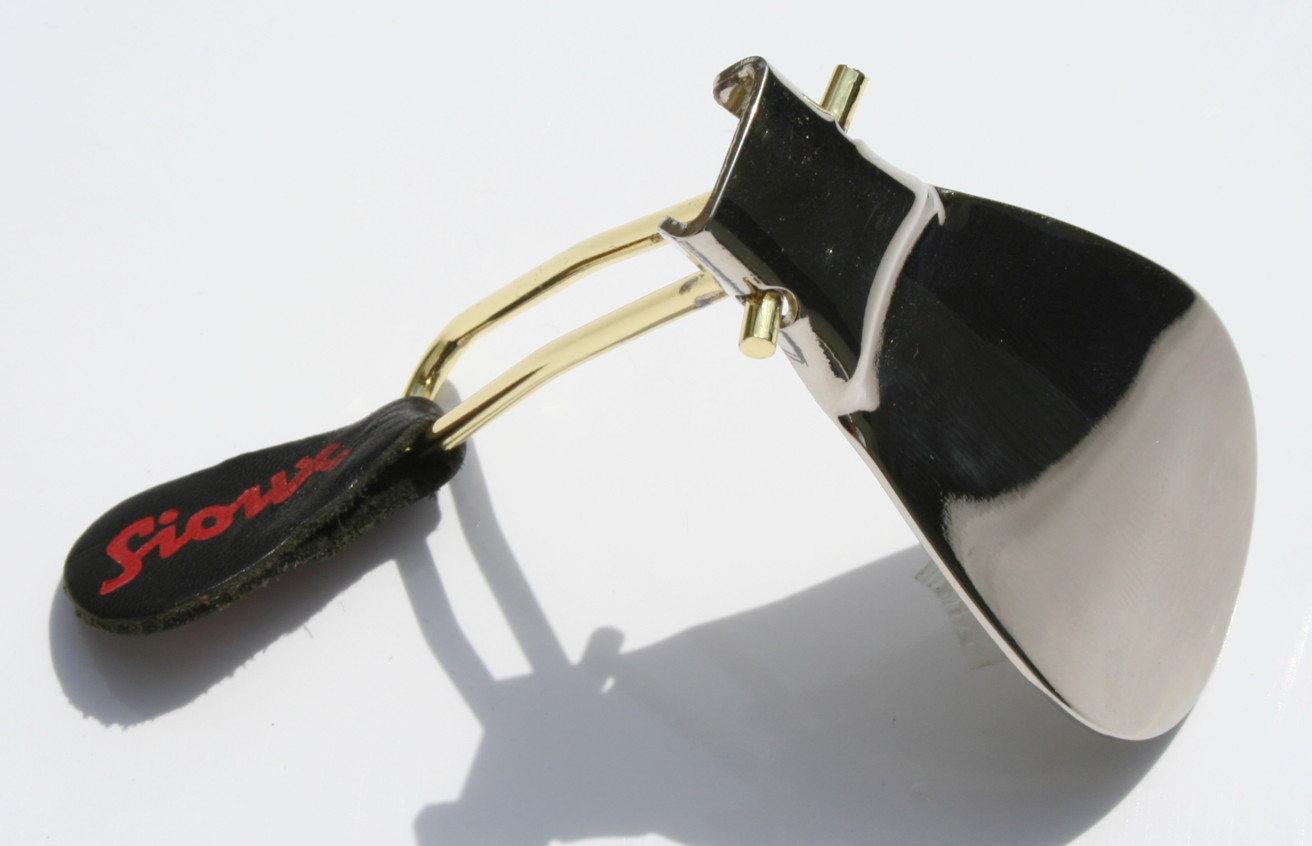
Klappschuhanzieher für unterwegs

Ein Schuhanzieher (auch Schuhlöffel) ist eine Gleitschiene, die das schonende und bequeme Anziehen von Halbschuhen (und in gewissen Umfang auch von Stiefeln) unterstützt.

## Verwendung
Zunächst wird der Vorfuß in den Schuh eingeführt, dann wird der Schuhanzieher zwischen der Fersenkugel des Fußes und dem oberen Rand der Hinterkappe des Schuhs in den Schuh gestellt. Die Ferse kann nun über den Schuhanzieher und durch diesen geführt vollständig in den Schuh gleiten. Dann wird der Schuhanzieher wieder herausgezogen.

## Sinn und Zweck
In erster Linie wird der Schuh geschont. Die dem Rückfuß Halt gebende und ihn führende Hinterkappe des Schafts wird durch den Schuhanzieher vor übermäßiger Dehnung oder gar Umknicken bewahrt. Dadurch behält sie ihre Form. Gleiches gilt für die Strümpfe, denen übermäßige Reibung und Dehnung beim Schuhanziehen erspart bleibt. 
Generell geht der Einstieg mittels Schuhanzieher bequemer und schneller vonstatten. Das gilt umso mehr, je passgenauer und hochwertiger die Schuhe gearbeitet sind. Sehr weiche, den Fuß und das Sprunggelenk nur locker umgebende Schuhe machen den Gebrauch des Schuhanziehers unter Umständen entbehrlich.

## Material und Formen
Alle ausreichend stabilen, nicht zu leicht verformbaren oder gar brechenden Materialien mit einer glatten Oberfläche bieten sich für die Herstellung von Schuhanziehern an. Ursprünglich wurden die Anziehhilfen aus Horn gefertigt, was ihnen auch die englische Bezeichnung shoehorn einbrachte. Heute wird als Material neben Horn auch Holz, Metall, Knochen und Kunststoff verwendet. 
Die Formen sind relativ ähnlich: Eine meist leicht gebogene, auf der der Ferse zugewandten Seite hohl- bzw. löffelförmige Gleitschiene. Daher auch die synonyme Bezeichnung Schuhlöffel. Die Grundform des längs aufgeschnittenen Rinderhorns brachte diese Grundform von Natur aus bereits mit. 
Die Länge der Schuhanzieher variiert. Üblich sind kurze Anzieher mit etwa 15 Zentimeter Länge, mittellange Anzieher doppelter Länge und lange Gleitschienen von 60 oder mehr Zentimetern. Oft werden statt der langen Schuhanzieher kurze an einem längeren Stiel befestigt; der einfacheren Handhabung halber oft zusätzlich noch mit einer flexiblen Federaufhängung als Übergang. Längere Schuhanzieher sollen das bei Verwendung der kurzen Variante notwendige starke Rumpfbeugen erübrigen und erleichtern darüber hinaus den Einschlupf in manche kürzeren Stiefelmodelle.
Für die Reise gibt es zusammenklappbare Schuhanzieher: Die Gleitschiene ist nur wenige Zentimeter lang und der Haltegriff wird vor dem Einsatz ausgeklappt.

## Alternativen

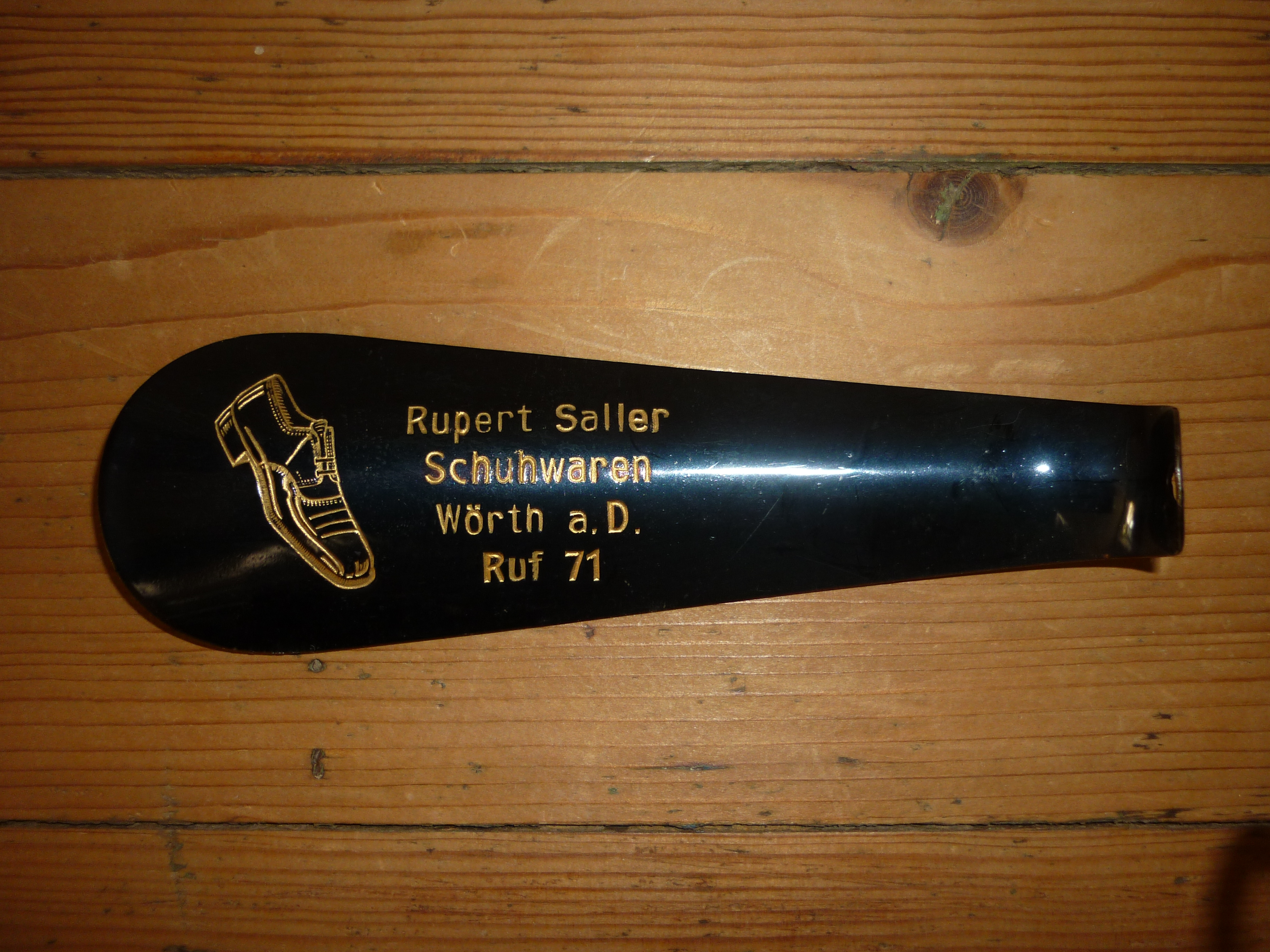
Schuhanzieher zu Werbezwecken 1950er Jahre Wörth an der Donau

Schuhe mit engem Einschlupfbereich (Loafer oder Oxfords) erfordern bei guter Passgenauigkeit zwingend einen Schuhanzieher für den Einstieg. Ist kein Schuhanzieher zur Hand, kann eventuell ein Suppenlöffel, ein Löffelstiel, ein Gürtelende, eine Kreditkarte oder ein mehrfach gefaltetes Taschentuch als provisorischer Schuhanzieherersatz dienen.
Schuhe, deren Verschluss sich weiter öffnen lässt (Derbymodelle), lassen sich zur Not weit geöffnet auch ohne Schuhanzieher anziehen.